# Fausto Inselvini
Fausto Inselvini (Travagliato, 15 dicembre 1951) è un dirigente sportivo, allenatore di calcio ed ex calciatore italiano.

## Carriera

### Giocatore
Centrocampista di quantità più portato all'interdizione che all'impostazione, ha percorso quasi tutta la sua carriera nelle serie minori del campionato di calcio italiano.
Nell'unico anno di permanenza nella capitale, proveniente dal Brescia dove aveva militato per quattro anni, è riuscito a conquistare uno scudetto, giocando 11 partite di campionato con la Lazio (oltre alle 8 di Coppa Italia e alle 2 della Coppa UEFA).
Nel 1976 un grave infortunio lo costrinse ad un anno d'inattività. Dopo un breve periodo al Taranto, in Serie B, passò in Serie C per giocare con Barletta ed Alessandria.
In carriera ha totalizzato complessivamente 13 presenze in Serie A e 135 presenze e 7 reti in Serie B.

### Allenatore
Appesi gli scarpini al chiodo, Inselvini iniziò la carriera di allenatore guidando diverse formazioni.
A partire da dicembre 2024 è il vice allenatore del Pertica Alta, squadra bresciana  militante nel campionato CSI di calcio a 7 in serie B.

### Dirigente
Ha svolto anche il ruolo di osservatore per Milan, Brescia e ChievoVerona.

## Statistiche

### Presenze e reti nei club
| Stagione        | Squadra         | Campionato      | Campionato | Campionato | Coppe nazionali | Coppe nazionali | Coppe nazionali | Coppe continentali | Coppe continentali | Coppe continentali | Altre coppe | Altre coppe | Altre coppe | Totale | Totale | Totale |
| Stagione        | Squadra         | Comp            | Pres       | Reti       | Comp            | Pres            | Reti            | Comp               | Pres               | Reti               | Comp        | Pres        | Reti        | Pres   | Reti   |        |
| --------------- | --------------- | --------------- | ---------- | ---------- | --------------- | --------------- | --------------- | ------------------ | ------------------ | ------------------ | ----------- | ----------- | ----------- | ------ | ------ | ------ |
| 1969-1970       | Brescia         | A               | 2          | 0          | CI              | 0               | 0               | -                  | -                  | -                  | -           | -           | -           | 2      | 0      |        |
| 1970-1971       | Brescia         | B               | 24         | 0          | CI              | 2               | 0               | -                  | -                  | -                  | -           | -           | -           | 26     | 0      |        |
| 1971-1972       | Brescia         | B               | 26         | 2          | CI              | 4               | 0               | -                  | -                  | -                  | -           | -           | -           | 30     | 2      |        |
| 1972-1973       | Brescia         | B               | 38         | 1          | CI              | 4               | 0               | -                  | -                  | -                  | -           | -           | -           | 42     | 1      |        |
| Totale Brescia  | Totale Brescia  | Totale Brescia  | 90         | 3          |                 | 10              | 0               |                    | -                  | -                  |             | -           | -           | 100    | 3      |        |
| 1973-1974       | Lazio           | A               | 11         | 0          | CI              | 8               | 0               | UEFA               | 2                  | 0                  | -           | -           | -           | 21     | 0      |        |
| 1974-1975       | Foggia          | B               | 30         | 3          | CI              | 0               | 0               | -                  | -                  | -                  | -           | -           | -           | 30     | 3      |        |
| 1975-1976       | Foggia          | B               | 21         | 2          | CI              | 3               | 0               | -                  | -                  | -                  | -           | -           | -           | 24     | 2      |        |
| Totale Foggia   | Totale Foggia   | Totale Foggia   | 51         | 5          |                 | 3               | 0               |                    | -                  | -                  |             | -           | -           | 54     | 5      |        |
| 1976-1977       | Sambenedettese  | B               | 6          | 0          | CI              | 4               | 0               | -                  | -                  | -                  | -           | -           | -           | 10     | 0      |        |
| 1977-1978       | Foggia          | A               | 0          | 0          | CI              | 0               | 0               | -                  | -                  | -                  | -           | -           | -           | 0      | 0      |        |
| giu.-ago. 1978  | Taranto         | B               | 0          | 0          | CI              | 0               | 0               | -                  | -                  | -                  | -           | -           | -           | 2      | 0      |        |
| ago. 1978-1979  | Barletta        | C1              | 21         | 2          | CISP            | ?               | ?               | -                  | -                  | -                  | -           | -           | -           | 21+    | 2+     |        |
| 1979-1980       | Alessandria     | C1              | 28         | 1          | CISP            | ?               | ?               | -                  | -                  | -                  | -           | -           | -           | 28+    | 1+     |        |
| 1980-1981       | Barletta        | C2              | 29         | 1          | CISP            | ?               | ?               | -                  | -                  | -                  | -           | -           | -           | 29+    | 1+     |        |
| Totale carriera | Totale carriera | Totale carriera | 236        | 11         |                 | 25+             | 0+              |                    | 2                  | 0                  |             | -           | -           | 263+   | 11+    |        |

## Palmarès

### Giocatore

#### Competizioni nazionali
- Campionato italiano: 1

Lazio: 1973-1974

#### Altre competizioni
- Campionato Under 23: 1

Lazio: 1973-1974